# Герб Черикова
Герб Черикова — официальный символ города Черикова и Чериковского района Могилёвской области. Зарегистрирован в Гербовом матрикуле Республики Беларусь 17 июля 2002 года под № 92.

## История

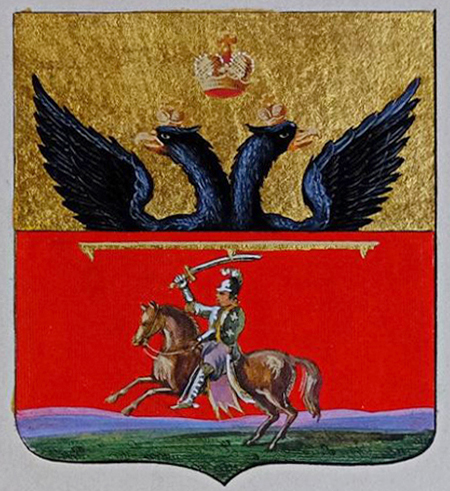
Герб 1781 года

Чериков известен с XVI века. В 1604 году получает статус города, а в 1641 году король польский и великий князь литовский Владислав IV даровал городу магдебургское право и город получил герб. Сохранилась и печать XVII века с его изображением. После первого раздела Речи Посполитой в 1772 году Чериков отошёл к Российской империи. 16 августа 1781 года были утверждены новые гербы многих городов Могилевской губернии в том числе и для Черикова. Они имели сходные гербовые сюжеты: вооруженный всадник на нижней части щита и двуглавый орёл на верхней.
Чериковский районный Совет депутатов во главе с А. А. Ветошкиным решил возродить герб 1641 года и 17 июля 2002 года он был зарегистрирован в Гербовом матрикуле Республики Беларусь. Герб города относится к историко-геральдическим памятникам Белоруссии. Флаг города создан на основе гербового изображения.

## Описание
В лазурном поле серебряная крепость с тремя башнями, в открытых воротах воин.